# Provincia de Liaoxi
Liaoxi fue una antigua provincia del noreste de China, ubicada en lo que ahora forma parte de las provincias de Liaoning y Jilin. Existió desde 1949 hasta 1954, y su capital era Jinzhou. 

## Historia
De acuerdo con la reforma administrativa del 21 de abril de 1949, se creó la nueva provincia de Liaoxi a partir de la parte norte actual de la provincia de Liaoning y la parte sur de la provincia de Liaobei. Su capital era Jinzhou.
El 27 de abril de 1954, la provincia fue disuelta y fusionada con la vecina provincia de Liaodong, creando nuevamente así la provincia de Liaoning.

## División administrativa
| Nombre                   | Asiento administrativo   | Chino simplificado       | Hanyu Pinyin             | Subdivisiones |
| ------------------------ | ------------------------ | ------------------------ | ------------------------ | ------------- |
| Jinzhou                  | Jinzhou                  | 锦州市                   | Jǐnzhōu Shì              | 7 distritos   |
| Siping                   | Siping                   | 四平市                   | Sìpíng Shì               | 5 distritos   |
| Shanhaiguan              | Shanhaiguan              | 山海关市                 | Shānhǎiguān Shì          | Ninguno       |
| Fuxin                    | Fuxin                    | 阜新市                   | Fùxīn Shì                | 3 distritos   |
| Controlados directamente | Controlados directamente | Controlados directamente | Controlados directamente | 21 condados   |